# 善花公主
善花公主（ぜんかこうしゅ、선화공주、生没年不詳）は、新羅の王女。第26代真平王の三女で、百済の第30代武王の王妃。長姉は第27代善徳女王。

## 人物
『三国遺事』の伝える薯童説話によれば、百済の薯童と結ばれ、薯童が武王として即位したことで王妃となったという。武王とともに師子寺に行幸した時、大池から弥勒三尊が現れたので、大伽藍を備えた彌勒寺の建立を発願した。
2009年、全羅北道益山市の彌勒寺址西塔を解体調査した際に、舎利孔に収められていた金板「金制舍利奉安記」からは、武王の妃が沙宅積徳の娘で、石塔を発願したことが書かれたことから、韓国の歴史学界で実在が論争となった。異説では百済の貴族の娘で東城王の王妃とも言われる。